# Тигрова амбистома
Тигрова амбистома (Ambystoma tigrinum), наричана също северноамериканска амбистома, е вид земноводно от семейство Ambystomatidae. Възникнал е преди около 10,3 млн. години по времето на периода неоген. Видът е незастрашен от изчезване.

## Разпространение
Разпространен е в Канада, Мексико и САЩ.

## Описание
Имат телесна температура около 17,8 °C.
Продължителността им на живот е около 25 години. Популацията на вида е стабилна.